# مقاطعة إيفانز (جورجيا)

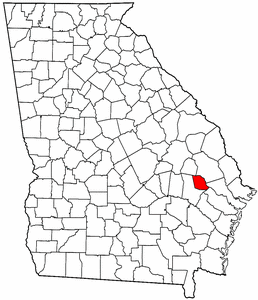
خارطة مقاطعة إيفانز في ولاية جورجيا

مقاطعة إيفانز (بالإنجليزية: Evans County)‏ هي إحدى المقاطعات في ولاية جورجيا في الولايات المتحدة الأمريكية.